# Бюно-Варилья, Филипп Жан
Филипп Жан Бюно-Варилья (фр. Philippe-Jean Bunau-Varilla; 26 июля 1859[…], Париж — 18 мая 1940, Париж) — французский инженер.

## Биография
Родился в 1859 году в Париже; отец — неизвестен, мать — Памела Каролина Бюно. В 1880 году окончил Политехническую школу, в 1883 году — Национальную школу мостов и дорог. Вместе с братом Морисом добавил к фамилии слово «Варийя».
В 1884 году отправился на Панамский перешеек, чтобы под руководством Фердинанда де Лессепса строить Панамский канал. Сначала был начальником Тихоокеанского отделения, а после ухода главного инженера Жюля Динглера стал в 1885 году директором «Compagnie universelle du canal interocéanique de Panama» (ушёл с поста в начале 1886 года).
Пережив жёлтую лихорадку, вернулся во Францию, где вместе с инженерами Огюстом Артигом и Конрадом Зондерреггером основал компанию для строительства секции канала, проходящей через горный массив Кулебра, и в 1887 году вернулся на Панамский перешеек.
4 февраля 1889 года «Compagnie universelle» обанкротилась, и Филипп-Жан Бюно-Варийя вернулся во Францию, где его брат Морис вложился в газету «Le Matin». В 1892 году разразился «Панамский скандал», и чтобы избежать наказания, Филипп-Жан и Морис были вынуждены вложиться в созданную в 1894 году Фердинандом де Лессепсом «Compagnie nouvelle du canal de Panama» (к которому перешли все дела и права ликвидированной прежней компании).
Чтобы запустить вновь проект строительства Канала, который он принимал близко к сердцу, Филипп-Жан Бюно-Варийя писал статьи и издавал книги. Не найдя поддержки во Франции, он в 1901 году отправился в США, где наладил контакты с руководством Республиканской партии. По возвращении во Францию Бюно-Варийя уговорил руководство Компании продать бизнес Соединённым Штатам за 40 миллионов долларов («Акт Спунера»). 22 января 1903 года госсекретарь США Джон Хэй и колумбийский посол Томас Эрран подписали договор, в соответствии с которым США должны были получить в аренду на 100 лет полосу шириной 6 миль поперёк Панамского перешейка. Однако Конгресс Колумбии отказался его ратифицировать, и тогда Бюно-Варийя под угрозой потери 40 миллионов долларов решил поддержать сепаратистов.
После того, как 4 ноября 1903 года произошло отделение Панамы от Колумбии, Филипп-Жан Бюно-Варийя стал послом Республики Панама в США (в связи с тем, что он уже 17 лет не был на Перешейке, и больше никогда в жизни туда не приезжал, его обвиняли в том, что он «был назначен послом телеграммой»), и подписал договор Хэя — Бюно-Варийи (ратифицирован Панамой 2 декабря 1903 года), по которому США получили в аренду землю для строительства Канала.
В 1904 году Филипп-Жан Бюно-Варийя вернулся во Францию, и стал активно участвовать в других проектах: строительство железных дорог в Испании, Португалии и Бельгийском Конго, строительство метро в Париже и т. п.
Во время Первой мировой войны Филипп-Жан Бюно-Варийя служил во французской армии в качестве офицера и потерял ногу в битве при Вердене; он отвечал за снабжение Вердена водой, и наладил процесс хлорирования доставляемой в траншеи воды.
В 1938 году стал кавалером Большого креста Ордена Почётного легиона.